# Гамяюк
Гамяюк (біл. Гамяюк) — ліва притока Сожу, струмок від якого, можливо, походить назва міста Гомель. Своїми крутими берегами утворює Кагальний рів. У 19-му столітті в нижній частині яру була створена штучна водойма, названа Лебединим ставком. Зараз це один з наймальовничіших куточків гомельського парку. Через ставок перекинуті два моста — Верхній пішохідний і Нижній у вигляді архаїчної арки, з яких можна спостерігати за лебедями.